# 宮崎友禅

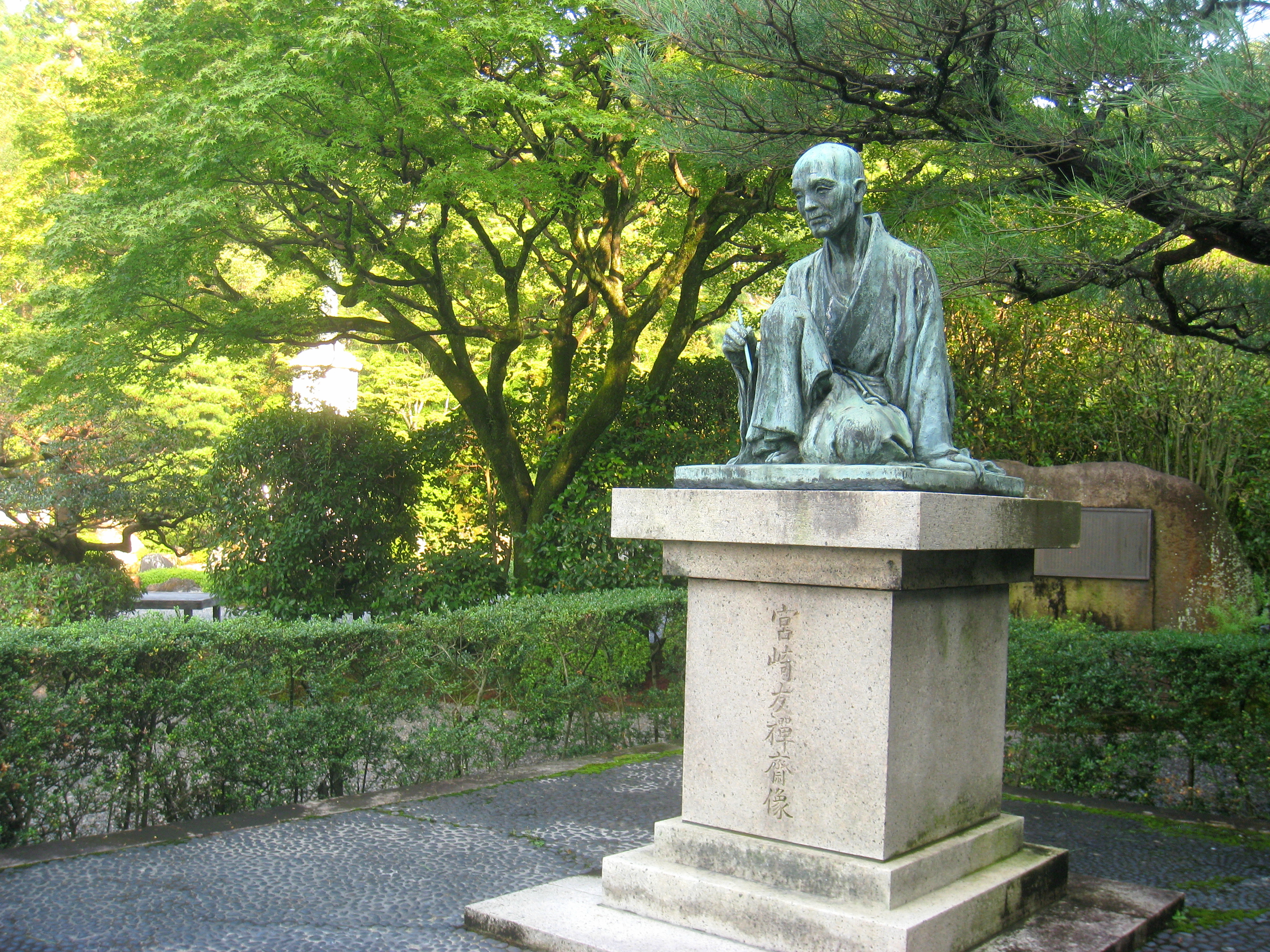
宮崎友禅の像（知恩院友禅苑）

宮崎 友禅（みやざき ゆうぜん、承応3年（1654年） - 元文元年6月17日（1736年7月25日））は、江戸時代の元禄年間（1688年〜1703年）を中心に京都で活躍した扇絵師。着物の友禅模様という名称の基になった扇絵や小袖の雛形（ひながた）を描いた。来歴不明で出家であったことぐらいしか分かっていない。友禅斎とも号す。

## 来歴
能登国（現・石川県）穴水に生まれる。一説には京都の生まれとも言われている。宮崎氏、一説に俗称は友次。友禅、友禅斎と号す。
加賀染めを習った後、京都へ出て知恩院前に住居を構え「友禅」と号して主に意匠の図案を描いていた。また扇工を生業とした。友禅に学んだといわれる日置友尽斎の協力を得て友禅染を完成させた。したがって、浮世絵を専業にした訳ではなかった。扇面に描いた絵が「友禅扇」と言われ流行したことから、着物（小袖）のひながた（雛形）を描く。友禅模様は、男女、貴賎を問わず評判になり、後に友禅という名は着物の模様や染織技法も指す言葉になった。天和2年（1682）に刊行された『好色一代男』（井原西鶴作画）において「扇も十二本祐善が浮世絵」と評されて菱川風の江戸浮世絵に対比されているのを見ると、当時は友禅を浮世絵師とみる向きもあったようである。友禅の著作『余情雛形』などによって、風俗画の版本を通じて出版界に深く関連があったと推測され、染色図法による掛軸などの作例も多数残されている。晩年には金沢に帰郷、郷家にて没したとされる。
友禅に師事したという友尽斎をはじめ、文献や資料には友仙、友泉、勇善、由禅、遊仙、幽禅などの名が出てくる。一派を形成したものか人気に便乗した偽者がいたのかは不明だが、当時の友禅に対する人気の程が窺える。法名は友禅斎自超上座。墓所は金沢市の龍国寺といわれるが、否定説もある。
現在の仕事でいえば、染色のデザイナーであり、友禅というブランドの創始者であるといえる。現存する資料からは友禅斎が友禅染の技法の創作、大成、改良のいずれにも関与したとは認められないとする説もある。
友禅染は折からの奢侈禁止令によって豪華な織物や金銀の摺箔が使えなくなった町人達の美服への欲求を満たすものとして歓迎されたという。
なお、『転居堂漫録』（稿本加賀豊三郎氏旧蔵）に「画工友禅ハ高平春卜が著したる彩本の縮図の末に友禅が画あり。其説ニ曰、友禅ハ其姓不詳云々、女用鑑ニ爰ニ友禅といふ浮世絵法師有けらし、一流を扇にかき出せしかは貴賎男女喜悦の眉うるハしく丹花の唇をほころばせり、是によりて衣服のひな形を作りて呉服師にあたへし由いへり、此説の如く友禅ハ法師なれば、扇また畳紙なとには書もすべし、衣服の上絵迄ハ如何ならん、衣服の画ハ友禅が筆をまねて友禅模様といひし成へし、友禅が画を見しに天和貞享のさまなり、落款に鳳城東友禅斎筆とあり、当時花の丸尽の模様を友禅染といふ、松葉古今ぶしに 稲荷参の振袖ゆかし友禅もやうでそんきハエト云々」とある。

## 作品
- 『鴫の羽掻』 元禄4年
- 『余情雛形』 元禄5年
- 『和歌物あらかひ』 元禄5年
- 『梶の葉』 宝永4年
- 「富士に群鶏」